# Katarina Beton
Katarina Beton (* 9. Juli 1996) ist eine slowenische Badmintonspielerin. 

## Karriere
Katarina Beton gewann bei den nationalen Titelkämpfen in Slowenien 2012 Bronze im Damendoppel mit Urša Arih. 2014 startete sie bei den Olympischen Jugend-Sommerspielen und den Badminton-Juniorenweltmeisterschaften. 2014 siegte sie auch bei den Croatian Juniors. Weitere Podestplätze erkämpfte sie sich bei den Swiss Juniors 2013, den Croatian Juniors 2013, den Slovenian Juniors 2013, den Slovak Juniors 2013, den Czech Juniors 2013, den Hungarian Juniors 2014, den Italian Juniors 2014, den Israel Juniors 2014, den Slovenian Juniors 2014 und den Czech Juniors 2014.